# Soupisky hokejových reprezentací na MS 2022 (skupina A)
Mistrovství světa v ledním hokeji 2022 se zúčastnilo celkem 16 týmů. Tato základní skupina se odehrála v Helsinkách.

## Skupina A

### Soupiska kanadského týmu
- Soupiska na oficiálních webových stránkách zde
- Hlavní trenér:  Claude Julien
- Asistent trenéra:  Dj Smith
- Asistent trenéra:  Andre Tourigny

| 2  | O | Zach Whitecloud       | Vegas Golden Knights  |
| 5  | O | Nick Holden           | Ottawa Senators       |
| 6  | O | Travis Sanheim        | Philadelphia Flyers   |
| 10 | Ú | Nicolas Roy           | Vegas Golden Knights  |
| 13 | Ú | Mathew Barzal         | New York Islanders    |
| 16 | Ú | Morgan Geekie         | Seattle Kraken        |
| 17 | Ú | Adam Lowry            | Winnipeg Jets         |
| 18 | Ú | Dawson Mercer         | New Jersey Devils     |
| 19 | Ú | Drake Batherson       | Ottawa Senators       |
| 24 | Ú | Dylan Cozens          | Buffalo Sabres        |
| 28 | O | Damon Severson        | New Jersey Devils     |
| 33 | O | Ryan Graves           | New Jersey Devils     |
| 34 | Ú | Cole Sillinger        | Columbus Blue Jackets |
| 36 | B | Logan Thompson        | Vegas Golden Knights  |
| 44 | Ú | Maxime Comtois        | Anaheim Ducks         |
| 60 | B | Chris Driedger        | Seattle Kraken        |
| 61 | O | Dysin Mayo            | Arizona Coyotes       |
| 72 | O | Thomas Chabot -       | Ottawa Senators       |
| 73 | Ú | Noah Gregor           | San Jose Sharks       |
| 77 | Ú | Josh Anderson - A     | Montreal Canadiens    |
| 80 | Ú | Pierre-Luc Dubois - A | Winnipeg Jets         |
| 93 | Ú | Kent Johnson          | Columbus Blue Jackets |

### Soupiska německého týmu
- Soupiska na oficiálních webových stránkách zde
- Hlavní trenér:  Toni Söderholm
- Asistent trenéra:  Cory Murphy
- Asistent trenéra:  Tom Rowe
- Asistent trenéra:  Jessica Campbell

| 3  | O | Dominik Bittner      | Grizzlys Wolfsburg   |
| 5  | O | Korbinian Holzer - A | Adler Mannheim       |
| 6  | O | Kai Wissmann         | Eisbären Berlín      |
| 7  | Ú | Maximilian Kastner   | EHC Red Bull München |
| 15 | Ú | Stefan Loibl         | Skellefteå AIK       |
| 18 | Ú | Tim Stützle          | Ottawa Senators      |
| 22 | Ú | Matthias Plachta     | Adler Mannheim       |
| 25 | Ú | Daniel Schmolz       | Nürnberg Ice Tigers  |
| 26 | Ú | Samuel Soramies      | ERC Ingolstadt       |
| 30 | B | Philipp Grubauer     | Seattle Kraken       |
| 35 | B | Mathias Niederberger | Eisbären Berlín      |
| 38 | O | Fabio Wagner         | ERC Ingolstadt       |
| 40 | Ú | Alexander Ehl        | Düsseldorfer EG      |
| 41 | O | Jonas Müller         | Eisbären Berlín      |
| 42 | Ú | Yasin Ehliz          | EHC Red Bull München |
| 53 | O | Moritz Seider        | Detroit Red Wings    |
| 65 | Ú | Marc Michaelis       | Toronto Marlies      |
| 77 | Ú | Daniel Fischbuch     | Düsseldorfer EG      |
| 83 | Ú | Leonhard Pföderl     | Eisbären Berlín      |
| 91 | O | Moritz Müller -      | Kölner Haie          |
| 92 | Ú | Marcel Noebels - A   | Eisbären Berlín      |
|    | Ú | Lukas Reichel        | Chicago Blackhawks   |
|    | O | Leon Gawanke         | Winnipeg Jets        |

### Soupiska švýcarského týmu
- Soupiska na oficiálních webových stránkách zde
- Hlavní trenér:  Patrick Fischer
- Asistent trenéra:  Tommy Albelin
- Asistent trenéra:  Marco Bayer

| 9  | Ú | Damien Riat        | Lausanne HC           |
| 10 | Ú | Andres Ambühl - A  | HC Davos              |
| 13 | Ú | Nico Hischier -    | New Jersey Devils     |
| 14 | O | Dean Kukan         | Columbus Blue Jackets |
| 20 | B | Reto Berra         | Fribourg-Gottéron     |
| 23 | Ú | Philipp Kurashev   | Chicago Blackhawks    |
| 24 | O | Tobias Geisser     | Hershey Bears         |
| 26 | B | Sandro Aeschlimann | HC Davos              |
| 28 | Ú | Timo Meier         | San Jose Sharks       |
| 43 | O | Andrea Glauser     | Lausanne HC           |
| 44 | Ú | Pius Suter         | Detroit Red Wings     |
| 45 | O | Michael Fora - A   | HC Ambrì-Piotta       |
| 54 | O | Christian Marti    | ZSC Lions             |
| 59 | Ú | Dario Simion       | EV Zug                |
| 60 | Ú | Tristan Scherwey   | SC Bern               |
| 61 | Ú | Fabrice Herzog     | EV Zug                |
| 62 | Ú | Denis Malgin       | ZSC Lions             |
| 63 | B | Leonardo Genoni    | EV Zug                |
| 71 | Ú | Enzo Corvi         | HC Davos              |
| 72 | O | Dominik Egli       | HC Davos              |
| 79 | Ú | Calvin Thurkauf    | HC Lugano             |
| 86 | O | Janis Moser        | Arizona Coyotes       |
| 88 | Ú | Christoph Bertschy | Lausanne HC           |
| 97 | O | Jonas Siegenthaler | New Jersey Devils     |

### Soupiska slovenského týmu
- Soupiska na oficiálních webových stránkách zde
- Hlavní trenér:  Craig Ramsay
- Asistent trenéra:  Ján Lašák
- Asistent trenéra:  Ján Pardavý
- Asistent trenéra:  Andrej Podkonický

| 3  | O | Adam Jánošík       | BK Mladá Boleslav              |
| 5  | O | Šimon Nemec        | HK Nitra                       |
| 6  | O | Martin Fehérváry   | Washington Capitals            |
| 7  | O | Mário Grman        | HPK Hämeenlinnan               |
| 10 | Ú | Adam Sýkora        | HK Nitra                       |
| 13 | Ú | Michal Krištof - A | HC Kometa Brno                 |
| 14 | O | Peter Čerešňák - A | HC Škoda Plzeň                 |
| 15 | Ú | Jakub Minárik      | HK Dukla Trenčín               |
| 16 | Ú | Róbert Lantoši     | Linköpings HC                  |
| 20 | Ú | Juraj Slafkovský   | TPS Turku                      |
| 23 | Ú | Adam Liška         | Severstal Čerepovec            |
| 24 | B | Patrik Rybár       | HK Dinamo Minsk                |
| 25 | Ú | Alex Tamáši        | HC ’05 iClinic Banská Bystrica |
| 29 | O | Michal Ivan        | Bílí Tygři Liberec             |
| 30 | B | Matej Tomek        | HC Kometa Brno                 |
| 35 | B | Adam Húska         | Hartford Wolf Pack             |
| 40 | Ú | Miloš Roman        | HC Oceláři Třinec              |
| 44 | O | Mislav Rosandić    | Bílí Tygři Liberec             |
| 47 | Ú | Mário Lunter       | BK Mladá Boleslav              |
| 48 | O | Daniel Gachulinec  | HC Slovan Bratislava           |
| 49 | Ú | Samuel Takáč       | HC Slovan Bratislava           |
| 72 | Ú | Andrej Kollár      | HC Kometa Brno                 |
| 87 | Ú | Pavol Regenda      | HK Dukla Ingema Michalovce     |
| 88 | Ú | Kristián Pospíšil  | HC Davos                       |
| 90 | Ú | Tomáš Tatar -      | New Jersey Devils              |

### Soupiska dánského týmu
- Soupiska na oficiálních webových stránkách zde
- Hlavní trenér:  Heinz Ehlers
- Asistent trenéra:  Andreas Lilja
- Asistent trenéra:  Jens Nielsen

| 1  | B | Frederik Dichow        | Kristianstads IK          |
| 9  | Ú | Frederik Storm         | ERC Ingolstadt            |
| 15 | O | Matias Lassen          | Malmö Redhawks            |
| 19 | Ú | Matthias Asperup       | Herlev Eagles             |
| 22 | O | Markus Lauridsen       | Malmö Redhawks            |
| 24 | Ú | Nikolaj Ehlers         | Winnipeg Jets             |
| 25 | O | Oliver Lauridsen       | Malmö Redhawks            |
| 26 | Ú | Patrick Bjorkstrand    | Aalborg Pirates           |
| 28 | O | Emil Kristensen        | HC Pustertal              |
| 31 | B | Mathias Seldrup        | Frederikshavn White Hawks |
| 32 | B | Sebastian Dahm         | EC KAC                    |
| 33 | Ú | Julian Jakobsen        | Aalborg Pirates           |
| 34 | O | Morten Jensen          | Rungsted Seier Capital    |
| 38 | Ú | Morten Poulsen         | Herning Blue Fox          |
| 41 | O | Jesper Jensen Aabo - A | Krefeld Pinguine          |
| 42 | Ú | Mikkel Aagaard         | MODO Hockey               |
| 47 | O | Oliver Larsen          | Mikkelin Jukurit          |
| 48 | O | Nicholas Jensen        | Eisbären Berlín           |
| 50 | Ú | Mathias Bau            | Herning Blue Fox          |
| 51 | Ú | Frans Nielsen - A      | Eisbären Berlín           |
| 54 | Ú | Felix Scheel           | EfB Ishockey              |
| 72 | Ú | Nicolai Meyer          | Vienna Capitals           |
| 86 | Ú | Joachim Blichfeld      | San Jose Barracuda        |
| 93 | Ú | Peter Regin -          | HC Ambrì-Piotta           |

### Soupiska kazachstánského týmu
- Soupiska na oficiálních webových stránkách zde
- Hlavní trenér:  Jurij Michajlis[1]
- Asistent trenéra:  Maxim Semjonov
- Asistent trenéra:  Alexandr Šimin

Soupiska s dvaatřiceti hráči byla oznámena 2. května 2022, konečnou podobu dostala 11. května 2022.
| 4  | O | Jegor Šalapov        | Barys Astana               |
| 6  | O | Leonid Metalnikov    | Admiral Vladivostok        |
| 9  | O | Jesse Blacker        | Avtomobilist Jekatěrinburg |
| 10 | Ú | Nikita Michajlis - A | Barys Astana               |
| 14 | Ú | Curtis Valk - A      | Barys Astana               |
| 15 | Ú | Jegor Petuchov       | Barys Astana               |
| 18 | Ú | Pavel Akolzin        | Metallurg Magnitogorsk     |
| 20 | B | Sergej Kudrjavcev    | Južnyj Ural Orsk           |
| 22 | Ú | Kirill Paňukov       | Ak Bars Kazaň              |
| 26 | Ú | Michail Rachmanov    | Saryarka Karaganda         |
| 28 | O | Valerij Orechov      | Barys Astana               |
| 30 | B | Ilja Rumjancev       | Arlan Kokčetau             |
| 43 | B | Andrej Šutov         | Barys Astana               |
| 44 | O | Darren Dietz         | CSKA Moskva                |
| 48 | Ú | Roman Starčenko -    | Barys Astana               |
| 58 | O | Viktor Svedberg      | Avangard Omsk              |
| 64 | Ú | Arkadij Šestakov     | Barys Astana               |
| 65 | O | Samat Danijar        | Barys Astana               |
| 68 | Ú | Dmitrij Gurkov       | Barys Astana               |
| 77 | Ú | Sajan Danijar        | Saryarka Karaganda         |
| 84 | Ú | Kirill Savickij      | Barys Astana               |
| 87 | O | Adil Beketajev       | Nomad Nur-Sultan           |
| 89 | Ú | Anton Sagadějev      | Barys Astana               |
| 95 | Ú | Dmitrij Ševčenko     | Avangard Omsk              |
| 96 | Ú | Alichan Asetov       | Barys Astana               |

### Soupiska italského týmu
- Soupiska na oficiálních webových stránkách zde
- Hlavní trenér:  Gregory Ireland
- Asistent trenéra:  Giorgio de Bettin
- Asistent trenéra:  Larry Huras

| 1  | B | Andreas Bernard    | HC Bolzano              |
| 5  | Ú | Marco Sanna        | SG Cortina              |
| 8  | Ú | Marco Insam - A    | HC Bolzano              |
| 9  | Ú | Daniel Mantenuto   | Asiago Hockey 1935      |
| 10 | O | Peter Spornberger  | Schwenninger Wild Wings |
| 15 | O | Enrico Miglioranzi | Asiago Hockey 1935      |
| 17 | O | Lorenzo Casetti    | Asiago Hockey 1935      |
| 19 | Ú | Alex Petan - A     | Fehérvár AV19           |
| 21 | O | Daniel Glira       | HC Pustertal            |
| 22 | Ú | Diego Kostner      | HC Ambrì-Piotta         |
| 23 | Ú | Simon Kostner      | Ritten Sport            |
| 32 | B | Justin Fazio       | HC Bolzano              |
| 35 | B | Davide Fadani      | HC Lugano               |
| 37 | O | Phil Pietroniro    | Mulhouse Scorpions      |
| 44 | O | Gregorio Gios      | Asiago Hockey 1935      |
| 46 | Ú | Ivan Deluca        | HC Pustertal            |
| 53 | O | Alex Trivellato    | HC Bolzano              |
| 74 | Ú | Brandon McNally    | Cardiff Devils          |
| 82 | Ú | Dante Hannoun      | HC Pustertal            |
| 88 | Ú | Tommaso Traversa   | Sheffield Steelers      |
| 90 | O | Dylan di Perna     | Ritten Sport            |
| 91 | Ú | Matthias Mantinger | HC Pustertal            |
| 93 | Ú | Luca Frigo         | HC Bolzano              |
| 94 | Ú | Daniel Frank -     | HC Bolzano              |
| 95 | Ú | Marco Magnabosco   | Asiago Hockey 1935      |

### Soupiska francouzského týmu
- Soupiska na oficiálních webových stránkách zde
- Hlavní trenér:  Philippe Bozon
- Asistent trenéra:  Rene Matte
- Asistent trenéra:  Yorick Treille

| 3  | Ú | Charles Bertrand       | Tappara Tampere                |
| 5  | O | Enzo Guebey            | ZSC Lions                      |
| 6  | O | Vincent Llorca         | Ducs d'Angers                  |
| 7  | O | Pierre Crinon          | Brûleurs de Loups de Grenoble  |
| 8  | O | Hugo Gallet            | KalPa                          |
| 9  | Ú | Damien Fleury -        | Brûleurs de Loups de Grenoble  |
| 12 | Ú | Valentin Claireaux - A | EHC Kloten                     |
| 18 | O | Yohann Auvitu          | HIFK Hockey                    |
| 20 | Ú | Fabien Colotti         | Rapaces de Gap                 |
| 22 | Ú | Guillaume Leclerc      | HK Olimpija                    |
| 25 | Ú | Nicolas Ritz           | Ducs d'Angers                  |
| 26 | O | Romain Bault           | Gothiques d'Amiens             |
| 32 | B | Quentin Papillon       | Grüner IL                      |
| 35 | B | Henri Corentin Buysse  | Gothiques d'Amiens             |
| 37 | B | Sebastian Ylonen       | Cergy-Pontoise Jokers          |
| 42 | Ú | Alexandre Texier       | Columbus Blue Jackets          |
| 62 | O | Florian Chakiachvili   | Rouen Hockey Élite 76          |
| 63 | Ú | Louis Boudon           | Lake Superior State University |
| 72 | Ú | Jordann Perret         | Mountfield HK                  |
| 74 | O | Thomas Thiry           | SC Bern                        |
| 77 | Ú | Sacha Treille - A      | Brûleurs de Loups de Grenoble  |
| 81 | Ú | Anthony Rech           | Grizzlys Wolfsburg             |
| 82 | Ú | Dylan Fabre            | Brûleurs de Loups de Grenoble  |
| 94 | Ú | Tim Bozon              | Lausanne HC                    |
| 95 | Ú | Kevin Bozon            | EHC Winterthur                 |